# Bahnhof Elsterwerda-Biehla
Der Bahnhof Elsterwerda-Biehla ist ein Bahnhof im Norden der südbrandenburgischen Stadt Elsterwerda. Der gleichnamige Stadtteil Biehla ist westlich der Bahnhofsanlagen zu finden.

## Lage und Umfeld
Der Bahnhof Elsterwerda-Biehla befindet sich im gleichnamigen Stadtteil Biehla der südbrandenburgischen Kleinstadt Elsterwerda. Das im Norden der Stadt gelegene Biehla fand bereits im Jahre 1247 urkundliche Erwähnung. Die bis 1940 eigenständige Gemeinde war ursprünglich von Weinbau und Landwirtschaft geprägt und noch heute sind nahe dem historischen Wasserturm auf dem Winterberg verwilderte Terrassen als Zeugnisse dieser Epoche zu finden. Ortsbildprägende Wahrzeichen des Stadtteils sind ein nach dem Vorbild des Leipziger Völkerschlachtdenkmal erbauter historischer Wasserturm und ein Glockenturm aus dem Jahre 1862. In der Gegenwart bestimmen die ausgeprägte Wohnbebauung entlang der Bahnstrecke Ruhland–Falkenberg, zwei Gewerbegebiete und Baumschulfelder das Gesamtbild.
Im unmittelbaren Umfeld der Bahnhofsanlagen ist das 15 Hektar umfassende Gewerbegebiet Elsterwerda-Nord zu finden, wo sich bisher vor allem mittelständische Unternehmen aus dem Handwerk und Dienstleistungsgewerbe angesiedelt haben. Südlich des Bahnhofs sind dies hauptsächlich ehemalige Flächen der Elfa, zu DDR-Zeiten eines der größten Unternehmen im früheren Kreis Bad Liebenwerda. Nördlich befanden sich bis in die 1990er Jahre der Konsum-Großhandel, die Konsum-Großbäckerei und die Kalksandsteinwerke.
Im Süden von Biehla liegt an der Bundesstraße 101 der 58 Hektar umfassende Industrie- und Gewerbepark Elsterwerda-West. Die vom Bahnhof Elsterwerda aus mit einem Anschlussgleis und einem Container-Terminal erschlossenen Flächen gehörten einst ebenfalls zur Elfa. Hier haben sich heute neben einem Biomassekraftwerk weitere mittelständische Unternehmen aus Industrie, Handel und Handwerk angesiedelt.

## Bahnhofsentwicklung

### Industrialisierung
Mitte des neunzehnten Jahrhunderts begann in der Region die Industrialisierung, welche in der Folgezeit mit dem Aufschluss zahlreicher Braunkohlegruben einen weiteren Aufschwung erfuhr. Mit dem Bau der Oberlausitzer Eisenbahn von Kohlfurt über Biehla bis Falkenberg im Jahre 1874 und der Eröffnung der Berlin-Dresdener sowie der Elsterwerda-Riesaer Eisenbahn ein Jahr später wurde Biehla zu einem wichtigen Verkehrsknotenpunkt. Denn unweit des Kreuzungsbereiches der beiden Bahnstrecken tangierte auch die Poststraße Berlin–Dresden, die spätere Fernverkehrsstraße 101, beziehungsweise Bundesstraße 101, den Ort. Hier wurde dann auch etwa einen Kilometer östlich des Ortskerns der Biehlaer Bahnhof angelegt. Die Eisenbahnstrecke Berlin–Dresden wurde durch eine vom Bahnhof Elsterwerda kommende 1,6 Kilometer lange Verbinderstrecke angebunden. Sie wurde so in den Biehlaer Bahnhof eingeführt, dass er die Form eines Keilbahnhofs erhielt. Unterhalb des Kreuzungsbauwerks an der Eisenbahnstrecke Berlin–Dresden befand sich ab Oktober 1885 an einem Bahnübergang am Schleinitzweg der Haltepunkt Biehla, der durch einen Fußgängerweg mit dem Bahnhof verbunden war.
Die nun geschaffene gute Verkehrsanbindung des Ortes führte dazu, dass sich im Bahnhofsumfeld bald eine Reihe von Betrieben niederließ. Die im Januar 1900 gegründete Steingutfabrik, zeitweise mit etwa 400 Beschäftigten der größte Arbeitgeber in Biehla, erhielt einen eigenen Bahnanschluss mit Drehscheibe und die Wagen konnten so bis in deren Produktionshallen geschoben werden. Weitere hier sich ansiedelnde Betriebe waren unter anderem die Elsterwerdaer Fahrradfabrik (Elfa), die einen großen Teil der Flächen zwischen Bahnhof und Verbindergleis für sich beanspruchte. In ihrer unmittelbaren Nachbarschaft waren die Phönicia-Werk zu finden und nördlich des Bahnhofs die Germania-Sandwerke, die ebenfalls einen eigenen Bahnanschluss erhielten. Letztlich führte diese Entwicklung auch dazu, dass sich die Einwohnerzahl der Gemeinde erheblich vergrößerte, denn auch in der nahe gelegenen Stadt Elsterwerda siedelten sich seit dem Eisenbahnbau viele neue Betriebe an. Hatte Biehla im Jahre 1875 noch fünfhundert Einwohner zu verzeichnen, so hatte sich diese Zahl 1939 mit 2568 mehr als verfünffacht.

### Vom Ende des Zweiten Weltkrieges bis zur Wende
Dieser Entwicklung ein jähes Ende setzte der Verlauf des Zweiten Weltkrieges. Viele Betriebe im Land waren auf die Produktion von Rüstungsgütern umgestellt worden, so auch die im Umfeld des Biehlaer Bahnhofs. Verheerend war in den letzten Tagen des Krieges am 19. April 1945 ein Großangriff von amerikanischen B-17-Bombern auf die Bahnanlagen der Stadt Elsterwerda. Dem Angriff fielen die meisten Industrieanlagen in Elsterwerda zum Opfer, da sie sich meist in unmittelbarer Nähe der Gleisanlagen befanden. Die zwischen der Bahnstrecke Falkenberg–Ruhland und dem Verbindergleis gelegenen Betriebsgelände der Elfa und der Phönicia-Werke wurden an diesem Tag vollständig zerstört. Drei Tage später rückte dann die Rote Armee im Ort ein.
Der Ort erholte sich später zunächst nur langsam davon, denn die Anlagen der etwas abseits gelegenen und deshalb von Zerstörungen weitgehend verschont gebliebenen Steingutfabrik wurden auf Befehl der Besatzungsmacht kurzerhand demontiert und als Reparationsleistung mit zwei Güterzügen 1946 in die Sowjetunion abtransportiert.
Der an der Berlin–Dresdener Strecke gelegene Haltepunkt wurde 1962 schließlich stillgelegt. 1981 folgte im Zuge mit Elektrifizierungsarbeiten einhergehenden Gleisarbeiten dann auch die Schließung des sich hier befindlichen Bahnübergangs zur Siedlung Schleinitzweg. Für den Fußgängerverkehr wurde allerdings als Ersatz ein Blockbohlenweg über das Kreuzungsbauwerk geschaffen.
Mit dem in Nach der Wendezeit einhergehenden Niedergang zahlreicher Großbetriebe in der Region wurde der Betrieb des Empfangsgebäudes eingestellt. Die Bahnhofsgaststätte schloss und auch die Zugaufsicht verschwand. Fahrkarten können seither nur noch am Automaten erstanden werden.

### Gegenwart und Zukunft
Im Zuge der Bahnhofsumgestaltung in den Jahren 2010 und 2011 wurde der Bahnhof für 1,1 Millionen Euro komplett umgestaltet. Nebengebäude, wie Bahnhofsaufsicht, Verwaltung und Fahrradschuppen, wurden abgerissen und an deren Stelle unter anderem eine Buswendeschleife und neue Fahrradunterstellmöglichkeiten geschaffen. Der Bahnhofsvorplatz sowie die an den Gleisen bis zum Bahnübergang an der Berliner Straße entlangführende Ladestraße, die heute die einzige Zufahrt zum Biehlaer Bahnhof ist, wurden von Grund auf erneuert und die Straße Am Nordbahnhof ab dem angrenzenden Gewerbegebiet zur Fußgängerzone umgestaltet. Weiterhin entstanden eine moderne Bushaltestelle, ein Taxistand und 43 Parkplätze. Das Bahnhofsgebäude selbst steht weiterhin leer.
Im September 2013 begannen Bauarbeiten zur Erneuerung des aus vier Brückenelementen bestehenden Kreuzungsbauwerks. Dabei sollen auch die Gleise der Strecke Berlin – Dresden in einen Trogbau abgesenkt werden, um künftig auch die Oberleitung unter der Konstruktion durchzuführen, die drei Elemente besitzen wird. Eine Durchfahrtsgeschwindigkeit von bis zu 160 km/h ist dann in diesem Bereich vorgesehen. Den Biehlaer Bahnhof werden die Züge mit etwa 100 km/h passieren können. Im Zuge der Bauarbeiten wurden weitgehend brach liegende Gärten an der Siedlung „Schleinitzweg“ beseitigt und die als Zufahrt zur Baustelle vorgesehenen Straßen Schleinitzweg und Kiesgrubenweg mit einer Bitumenschicht befestigt. Im Dezember 2014 ging das 29 Millionen Euro teure Kreuzungsbauwerk zwischen der Berlin-Dresdner Bahn und der Strecke Richtung Horka in Betrieb. Die zulässige Geschwindigkeit konnte damit von 140 km/h (1990er Jahre) auf 160 km/h angehoben werden.
Im Januar 2019 genehmigte das Eisenbahn-Bundesamt die Errichtung eines elektronischen Stellwerks (ESTW-A) beim Streckenkilometer 125,0 der Strecke 6207. In diesem Rahmen sollen zwei Bestandsstellwerke (B1, W2) und eine Weiche zurückgebaut werden.

## Anlagen und Bauten
Das heutige Bahnhofsgebäude mit der angrenzenden Güterabfertigung entstand 1874 mit der Inbetriebnahme der Eisenbahnstrecke Ruhland–Falkenberg. Der in Elsterwerda ansässige renommierte Baumeister Friedrich Jage errichtete dieses bis in die Gegenwart erhalten gebliebene Gebäude-Ensemble aus schlesischem Klinkermauerwerk. Etwas später erhielt der Bahnhof seine mit gusseisernen Säulen versehene Bahnsteigüberdachung. Zum Bahnhofskomplex gehört ferner auch ein Wasserturm, der ein Fassungsvermögen von 50 m³ besitzt und ebenfalls zu dieser Zeit entstand.
Zunächst besaß der Bahnhof den Namen Elsterwerda Oberlausitzer Bahnhof, da er ursprünglich von der Oberlausitzer Eisenbahn-Gesellschaft betrieben wurde. Diese Bezeichnung hielt sich auch nach der Verstaatlichung der Bahngesellschaft. Erst nach dem Ersten Weltkrieg wurde er in Elsterwerda-Biehla umbenannt. Anfang der 1950er Jahre sollte der Bahnhof in Elsterwerda-Nordbahnhof umbenannt werden, was aber letztlich nicht realisiert wurde. Lediglich die Straße Am Nordbahnhof, heute Fußgänger- und Radweg, erinnert noch daran.
Das Bahnhofsgebäude befindet sich seit 2011 in Privatbesitz. Es war von der Deutschen Bahn versteigert worden und ist heute stark sanierungsbedürftig. Seit 2012 stehen das Gebäude mit der Bahnsteigüberdachung, der Güterabfertigung, dem Wasserturm und dem Karbidlampenbunker unter Denkmalschutz.

## Verkehrsanbindung
| Linie                    | Linienverlauf                                                                              | Takt (min)  | EVU              |
| ------------------------ | ------------------------------------------------------------------------------------------ | ----------- | ---------------- |
| RE 11                    | Leipzig Hbf – Eilenburg – Falkenberg (Elster) – Elsterwerda-Biehla – Ruhland – Hoyerswerda | 120         | DB Regio Nordost |
| RE 13                    | Elsterwerda – Elsterwerda-Biehla – Ruhland – Senftenberg – Cottbus Hbf                     | 120 (Mo–Fr) | DB Regio Nordost |
| RB 31                    | Elsterwerda-Biehla – Elsterwerda – Großenhain Cottb Bf – Coswig (b Dresden) – Dresden Hbf  | 120         | DB Regio Südost  |
| RB 49                    | Falkenberg (Elster) – Elsterwerda-Biehla – Ruhland – Senftenberg – Cottbus Hbf             | 120         | DB Regio Nordost |
| Stand: 15. Dezember 2024 |                                                                                            |             |                  |

Die Buslinie 587 der Verkehrsmanagement Elbe-Elster bedient montags bis freitags den Bahnhof Biehla.